# Slank stenkrypare
Slank stenkrypare (Lithobius macilentus) är en mångfotingart som beskrevs av Ludwig Carl Christian Koch 1862. Slank stenkrypare ingår i släktet Lithobius och familjen stenkrypare. Arten är reproducerande i Sverige.

## Underarter
Arten delas in i följande underarter:
- L. m. macilentus
- L. m. pyrenaica